# Briel (Buggenhout)
Den Briel of Briel is een woonkern gelegen aan de Schelde, tussen Baasrode en Sint-Amands, in de provincie Oost-Vlaanderen, op enkele kilometers van Dendermonde.

## Geografie
Het grondgebied van Den Briel strekt zich uit over twee gemeenten. Het noordwestelijk deel behoort bij Baasrode, dat sinds de fusies van 1976 deelgemeente is van Dendermonde. Het oosten en zuiden van de parochie is van oudsher deel van de gemeente Buggenhout.
Qua grondgebied en inwoneraantal is het Buggenhoutse aandeel overtreffend.
De bewoningskern bestaat uit twee delen:
- De Ouden Briel, gelegen op het grondgebied van de gemeente Buggenhout, beslaat het oostelijk deel van den Briel, de Provincialebaan vanaf de plaats waar nu de kerk staat incluis.
- De Nieuwen Briel is deels te Buggenhout en deels te Baasrode te situeren, waar het station Baasrode-Noord te vinden is. De Nieuwen Briel was aanvankelijk gelegen te Baasrode. Door lintbebouwing is een groter bewoond gebied ontstaan, dat gemakshalve onder de noemer Nieuwen Briel geplaatst wordt en dat het westelijk deel van de bewoningskern omvat, met onder andere de Baasroodse straat Briel en de Buggenhoutse wijk Mosten.

De provinciale weg tussen Mechelen en Dendermonde doorkruist den Briel van oost naar west, net als de buiten dienst genomen spoorlijn Antwerpen-Puurs-Dendermonde.
Den Briel wordt bij de Denderstreek en het Land van Dendermonde gerekend en is vooral bekend om zijn ligging aan de Schelde. Het is voor velen het eindpunt van de recreatieve Scheldedijkroute, een fietsroute van Bornem naar Buggenhout langs de Schelde.

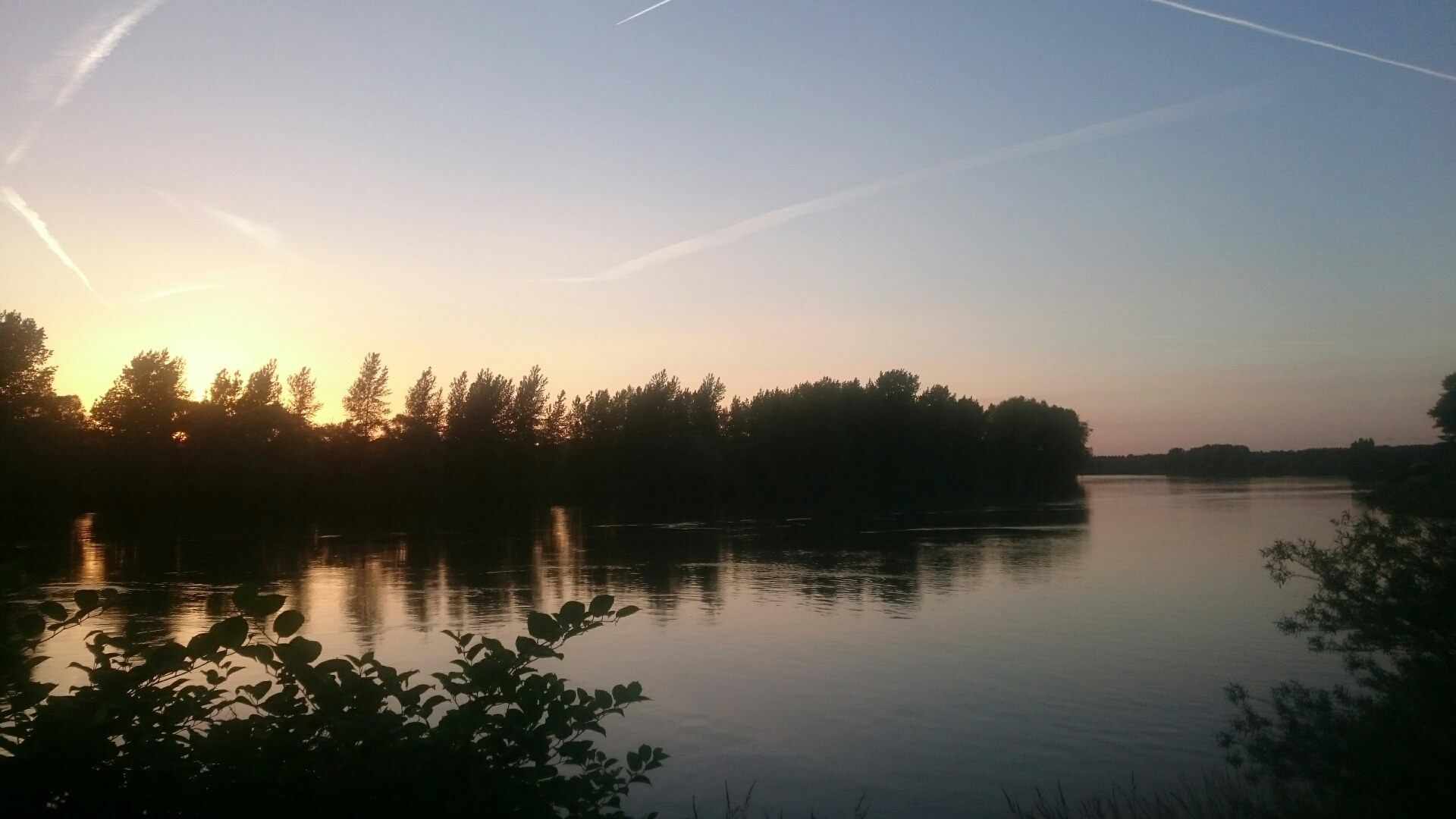
Zicht op de schelde vanop de dijk van Den Briel

## Geschiedenis
Waarschijnlijk is het huidige Den Briel de oudste bewoningskern van de regio Baceroth, die zich uitstrekte van Vlassenbroek tot Mariekerke. Het gebied heette toen Cuytelghem, Den Briel was er een deel van. Later verdween de benaming Cuytelghem en het gehele gebied werd Briel genoemd.

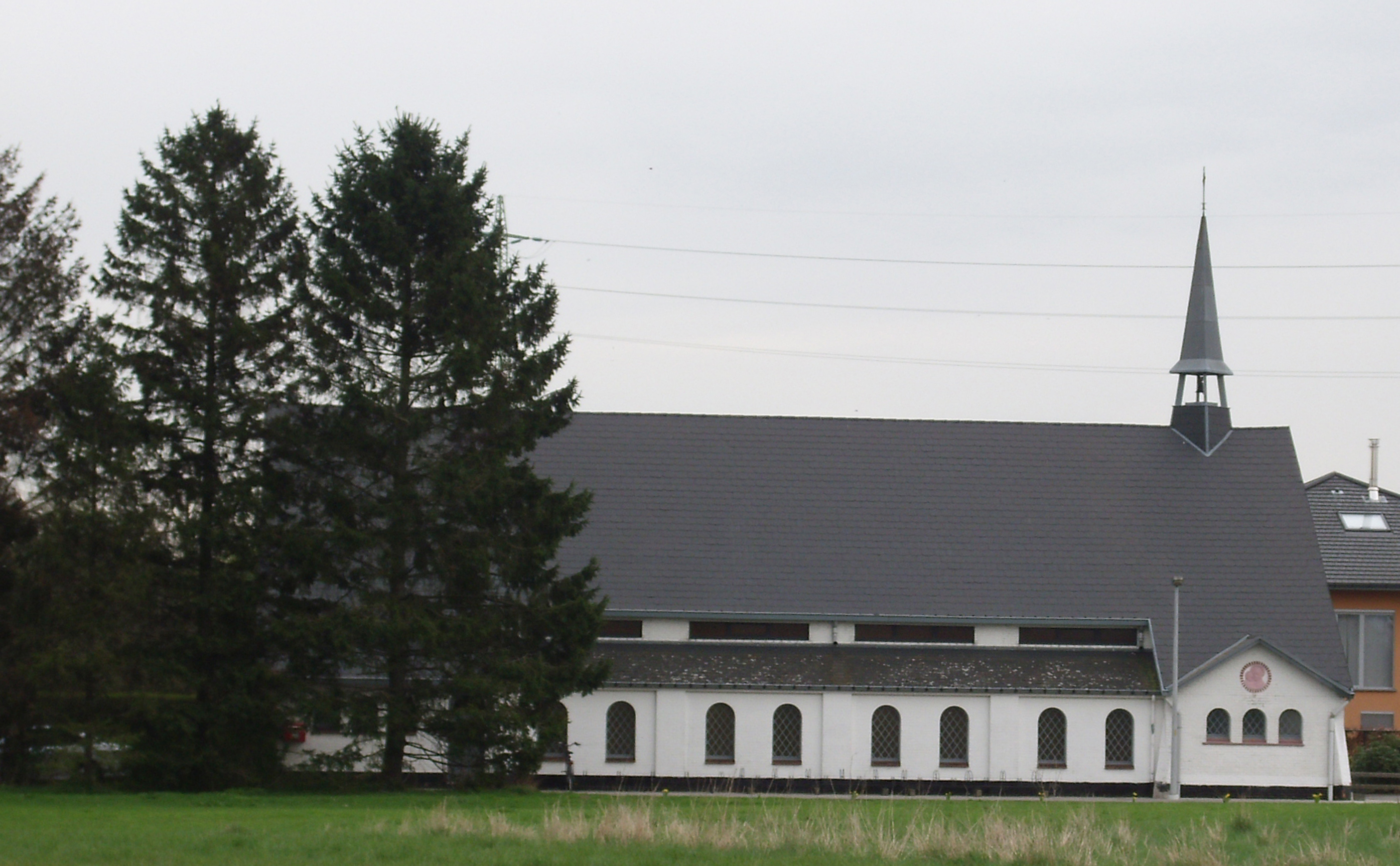
De noodkerk uit 1949, gelegen op grondgebied Baasrode

Die oude kern had een eigen parochie, getuige daarvan zijn de Brielkapel en het Cruysvelt. Die parochie verdween in de vroege middeleeuwen. Pas in 1942, na enkele mislukte pogingen, kwam er weer een parochie. Bij de oprichting van de parochie woonden ongeveer 600 Baasrodenaren en 800 Buggenhoutenaren in Den Briel; dat was respectievelijk een elfde en een achtste deel van de bevolking van die gemeenten. De benoeming van de eerste pastoor kwam er pas in maart 1949. Hij startte de bouw van de voorlopige kerk, die ingezegend werd op 16 oktober 1949.
De bouw van een definitieve kerk werd nooit begonnen. Daarom bleef de voorlopige kerk in gebruik tot op heden. Zij werd in de jaren 80 wel uitgebreid met twee zijbeuken.

## Bezienswaardigheden
- De Brielkapel
- De Onze-Lieve-Vrouw-ten-Brielkerk
- De stoomtreinhalte Buggenhout a/d Schelde

## Bron
- S. DE MAEYER, 'In al vreugd en rouwen'. De parochie O.L.Vrouw-ten-hemel-Opgenomen Briel Baasrode-Buggenhout, Buggenhout, 1999.

Deelgemeenten: Buggenhout · Opdorp

Overige dorpen en gehuchten: Opstal · Briel

Belgische gemeenten · Arrondissement Dendermonde · Oost-Vlaanderen · Vlaanderen